# Ryan Grubb
Ryan Grubb (Kingsley, 16 aprile 1976) è un allenatore di football americano statunitense.

## Carriera

### Primi anni
La carriera di allenatore di Grubb iniziò nel 2003 presso la sua alma mater, la Kingsley–Pierson High School, come coordinatore offensivo. Nel secondo anno fu premiato come assistente allenatore dell'anno dalla Iowa High School Athletic Association. In seguito si trasferì nella NCAA Division I lavorando nello staff dei South Dakota State Jackrabbits football, nel 2005 come allenatore dei running back e nel 2006 come quello dei wide receiver.

### Sioux Falls
Nel 2007 entrò nella staff dei Sioux Falls Cougars football|Sioux Falls sotto la direzione del capo-allenatore Kalen DeBoer, dove rimase per sette anni. Nelle prime tre stagioni fu allenatore della offensive line e coordinatore del gioco sulle corse, mentre nelle ultime quattro fu il coordinatore offensivo e allenatore dei quarterback. La squadra vinse due titoli della NAIA.
Sioux Falls promosse Grubb a coordinatore offensivo nel 2009. A fine anno, DeBoer lasciò la squadra per divenire coordinatore offensivo dei Southern Illinois Salukis. Il nuovo allenatore Jed Stugart confermò Grubb come coordinatore offensivo.

### Eastern Michigan
Quando DeBoer fu assunto come coordinatore offensivo degli Eastern Michigan Eagles nel 2014, Grubb lo seguì, diventando l'allenatore della linea offensiva della squadra.

### Fresno State
Grubb rimase a Ypsilanti per tre anni prima di seguire DeBoer ai Fresno State Bulldogs football, di cui divenne coordinatore offensivo nel 2017; Grubb fu assunto come allenatore della offensive line e come allenatore del gioco sulle corse, diventando coordinatore offensivo e assistente del capo-allenatore nel 2019.

### Washington
Nel dicembre 2021 Grubb seguì nuovamente DeBoer, questa volta a Washington. Nella prima stagione con la squadra, Grubb e DeBoer rivoluzionarono l'attacco degli Huskies, guidando la NCAA in yard passate, primi down a partita e percentuale di trasformazione dei terzi down, mentre furono secondi in attacco totale e settimi in punti segnati. Nel 2024 Grubb portò il quarterback Michael Penix Jr. a classificarsi secondo nell'Heisman Trophy, mentre la squadra raggiunse per la prima volta la finale dei College Football Playoff, perdendo contro Michigan.

### Seattle Seahawks
Dopo il ritiro di Nick Saban, DeBoer fu nominato nuovo capo-allenatore degli Alabama Crimson Tide e Grubb lo seguì come coordinatore offensivo, salvo il mese successivo accettare il ruolo di coordinatore offensivo dei Seattle Seahawks del nuovo capo-allenatore Mike Macdonald il 9 febbraio. Il 6 gennaio 2025 fu licenziato dopo una sola stagione. 